# خافيير فارغاس
خافيير فارغاس (بالإسبانية: Javier Vargas) (22 نوفمبر 1941 بغوادالاخارا في المكسيك - ) هو لاعب كرة قدم مكسيكي في مركز حراسة المرمى، شارك في كأس العالم 1966. وشارك مع منتخب المكسيك لكرة القدم. أما مع النوادي، فقد لعب مع نادي أطلس ونادي سان لويس ونادي أورو.

## وصلات خارجية
- خافيير فارغاس على موقع الاتحاد الدولي (مؤرشف)  (الإنجليزية)
- خافيير فارغاس على موقع قاعدة بيانات كرة القدم.إي يو (الإنجليزية)
- خافيير فارغاس على موقع ناشيونال فوتبول تيمز (الإنجليزية)
- خافيير فارغاس على موقع Soccerway.com (الإنجليزية)
- خافيير فارغاس على موقع عالم كرة القدم.نت (الإنجليزية)
- خافيير فارغاس على موقع اللجنة الأولمبية الدولية (الإنجليزية)
- خافيير فارغاس على موقع أوليمبيديا (الإنجليزية)